# Sun Ye
Sun Ye (chin. upr. 孙晔, chin. trad. 孫曄, pinyin Sūn Yè; ur. 15 stycznia 1989 w Szanghaju) – chińska pływaczka, brązowa medalistka olimpijska. Specjalizuje się w pływaniu stylem klasycznym. 
Największym osiągnięciem zawodniczki jest brązowy medal igrzysk olimpijskich w Pekinie w sztafecie na dystansie 4 × 100 m stylem zmiennym. Płynąc razem z Zhao Jing, Zhou Yafei i Pang Jiaying sztafeta chińska osiągnęła wynik 3.56,11 min, przegrywając jedynie z Amerykankami i Australijkami. Zajęła na tych samych igrzyskach 7. miejsce w finałowym wyścigu na 100 m żabką (uzyskała czas 1:08,08). Startowała też na igrzyskach olimpijskich w Londynie, ale nie zdobyła na nich medalu.
Jej dorobek medalowy uzupełniają medale mistrzostw świata na basenie zarówno 50-metrowym (2011), jak i na basenie 25-metrowym (2008, 2010) oraz trzy złote medale uniwersjady (2011) i srebrny medal igrzysk azjatyckich (2010).